# Ville (Oise)
Ne doit pas être confondu avec Villé.
Pour les articles homonymes, voir Ville (homonymie).
Ville est une commune française située dans le département de l'Oise en région Hauts-de-France.

## Géographie
Le village est découpé en deux parties par la rivière la Divette, qui sépare le village en partie nord (le haut de ville) et sud (le bas de ville).

### Hydrographie

#### Réseau hydrographique
La commune est située dans le bassin Seine-Normandie. Elle est drainée par la Divette, le ru des Aulnoyes, le ru du Jardin Galette, le ru du Pied de Boeufdivers bras de la Divette et un autre petit cours d'eau,.
La Divette, d'une longueur de 15 km, prend sa source dans la commune de Plessis-de-Roye et se jette  dans l'Oise à Pont-l'Évêque, après avoir traversé dix communes. Les caractéristiques hydrologiques de la Divette sont données par la station hydrologique située sur la commune de Passel. Le débit moyen mensuel est de 0,334 m3/s. Le débit moyen journalier maximum est de 5,1 m3/s, atteint lors de la crue du 7 juillet 2001. Le débit instantané maximal est quant à lui de 7,08 m3/s, atteint le même jour.

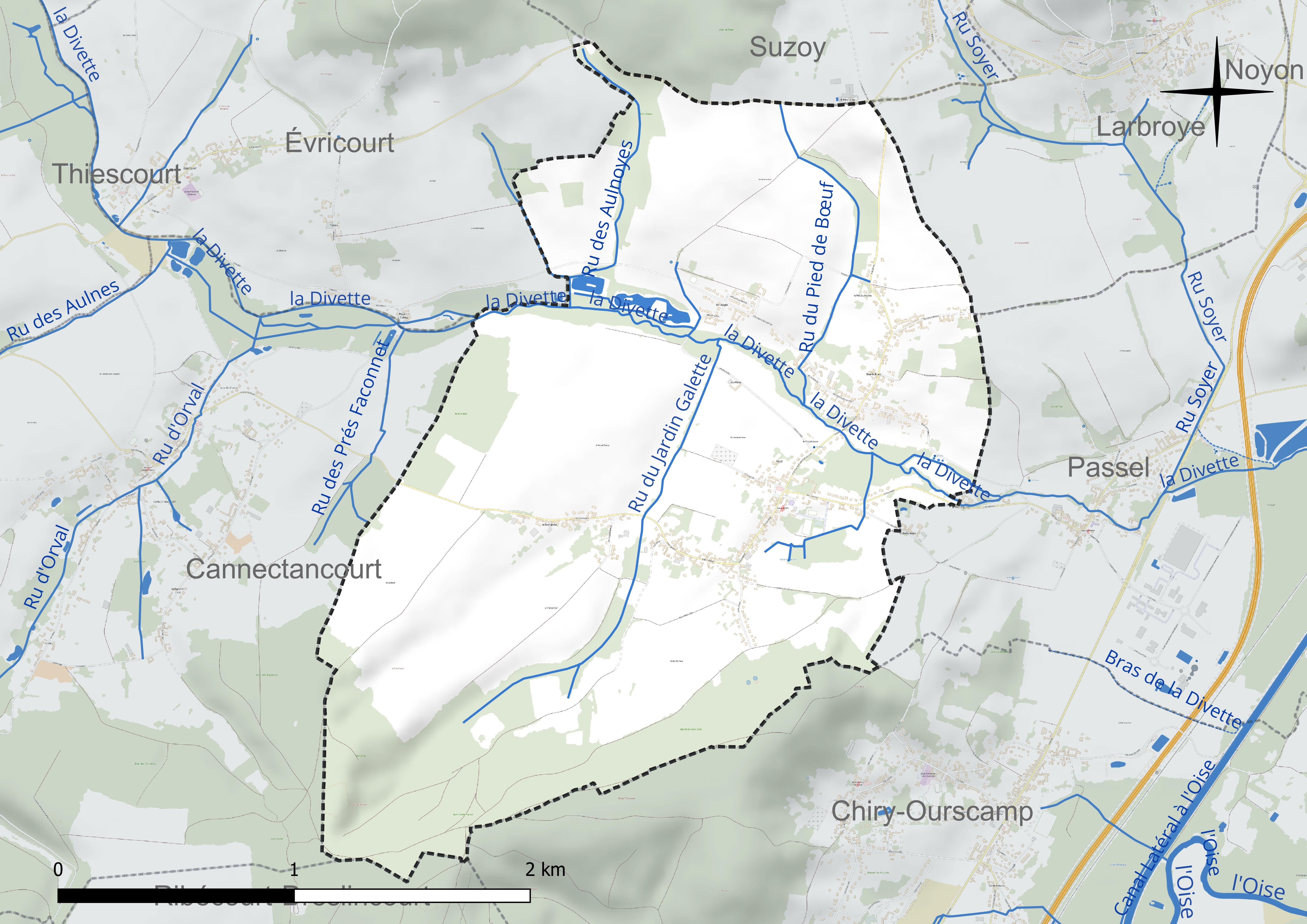
Réseau hydrographique de Ville.

#### Gestion et qualité des eaux
Le territoire communal est couvert par le schéma d'aménagement et de gestion des eaux (SAGE) « Sensée ». Ce document de planification concerne un territoire de 1 013 km2 de superficie, délimité par le bassin versant de l'Oise moyenne. Le périmètre a été arrêté le 24 avril 2017 et le SAGE est, en 2024, encore en élaboration. La structure porteuse de l'élaboration et de la mise en œuvre est le syndicat mixte du SAGE Oise-Moyenne (SMOM). 
La qualité des cours d'eau peut être consultée sur un site dédié géré par les agences de l'eau et l'Agence française pour la biodiversité. 

### Climat
Pour des articles plus généraux, voir Climat des Hauts-de-France et Climat de l'Oise.
En 2010, le climat de la commune est de type climat océanique dégradé des plaines du Centre et du Nord, selon une étude du CNRS s'appuyant sur une série de données couvrant la période 1971-2000. En 2020, Météo-France publie une typologie des climats de la France métropolitaine dans laquelle la commune est exposée à un climat océanique et est dans la région climatique  Nord-est du bassin Parisien, caractérisée par un ensoleillement médiocre, une pluviométrie moyenne régulièrement répartie au cours de l'année et un hiver froid (3 °C). 
Pour la période 1971-2000, la température annuelle moyenne est de 10,6 °C, avec une amplitude thermique annuelle de 14,6 °C. Le cumul annuel moyen de précipitations est de 699 mm, avec 11,8 jours de précipitations en janvier et 8,8 jours en juillet. Pour la période 1991-2020, la température moyenne annuelle observée sur la station météorologique la plus proche, située sur la commune de Margny-lès-Compiègne à 17 km à vol d'oiseau, est de 11,2 °C et le cumul annuel moyen de précipitations est de 633,5 mm,. Pour l'avenir, les paramètres climatiques de la commune estimés pour 2050 selon différents scénarios d'émission de gaz à effet de serre sont consultables sur un site dédié publié par Météo-France en novembre 2022.

## Urbanisme

### Typologie
Au 1er janvier 2024, Ville est catégorisée commune rurale à habitat dispersé, selon la nouvelle grille communale de densité à sept niveaux définie par l'Insee en 2022.
Elle est située hors unité urbaine. Par ailleurs la commune fait partie de l'aire d'attraction de Noyon, dont elle est une commune de la couronne,. Cette aire, qui regroupe 38 communes, est catégorisée dans les aires de moins de 50 000 habitants,.

### Occupation des sols
L'occupation des sols de la commune, telle qu'elle ressort de la base de données européenne d'occupation biophysique des sols Corine Land Cover (CLC), est marquée par l'importance des territoires agricoles (65,1 % en 2018), une proportion sensiblement équivalente à celle de 1990 (65,3 %). La répartition détaillée en 2018 est la suivante : 
terres arables (59,2 %), forêts (22,1 %), zones urbanisées (12,8 %), zones agricoles hétérogènes (5,9 %). L'évolution de l'occupation des sols de la commune et de ses infrastructures peut être observée sur les différentes représentations cartographiques du territoire : la carte de Cassini (XVIIIe siècle), la carte d'état-major (1820-1866) et les cartes ou photos aériennes de l'IGN pour la période actuelle (1950 à aujourd'hui).

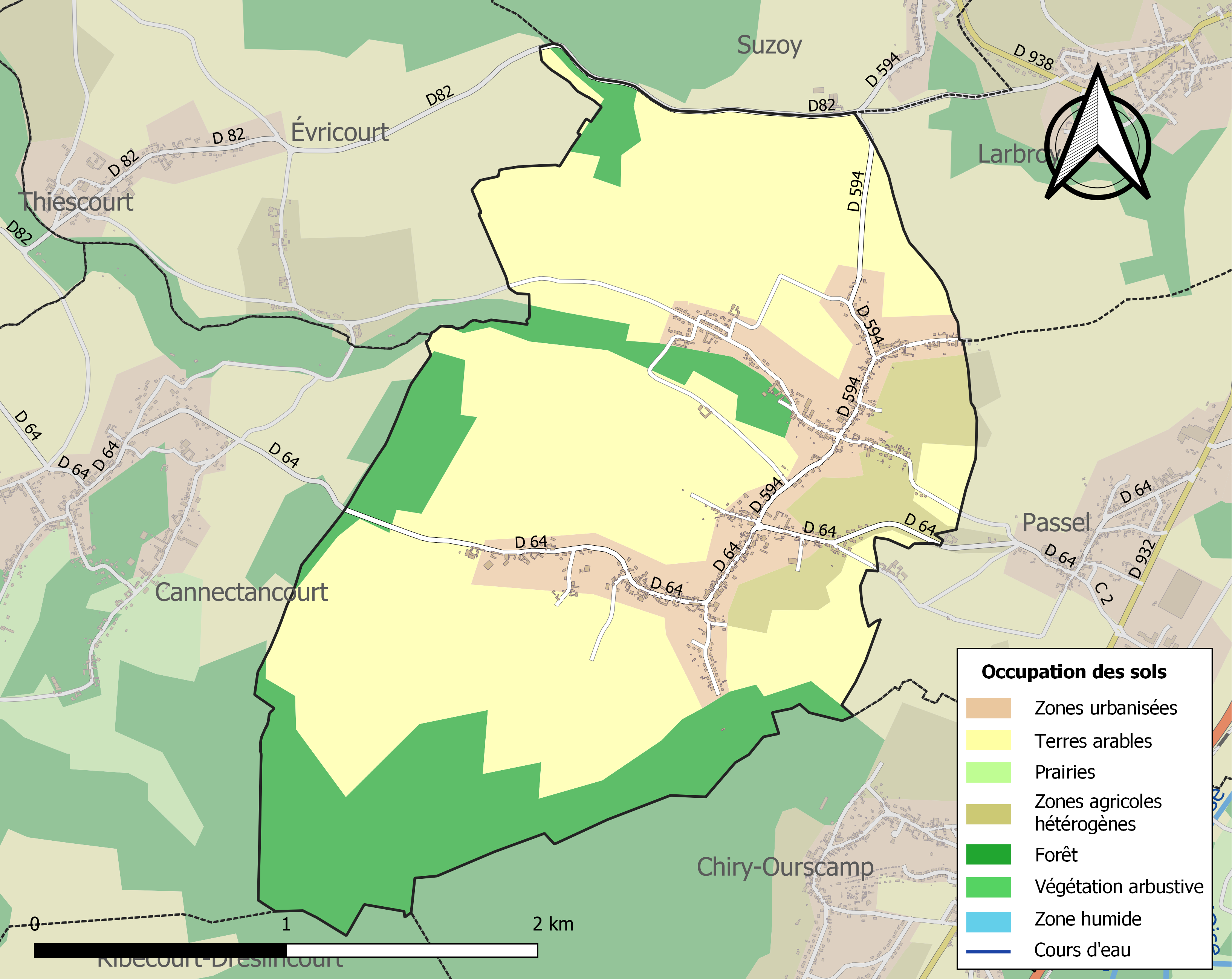
Carte des infrastructures et de l'occupation des sols de la commune en 2018 (CLC).

### Voies de communication et transports
La commune est desservie, en 2023, par la ligne 675 du réseau interurbain de l'Oise.

## Toponymie
De l'appellatif toponymique Villers qui procède généralement du gallo-roman villare, dérivé lui-même du gallo-roman villa « grand domaine rural », issu du latin villa rustica. Il est apparenté aux types toponymiques Villars, Viller, Villiers, Weiler et Willer.
Le mot ville est un vocable latin.

## Politique et administration

### Administration municipale
Le nombre d'habitants au dernier recensement étant compris entre 500 et 1 499, le nombre de membres du conseil municipal est de 15.

### Liste des maires
| Période                                  | Période                     | Identité           | Étiquette | Qualité |
| ---------------------------------------- | --------------------------- | ------------------ | --------- | ------- |
| Les données manquantes sont à compléter. |                             |                    |           |         |
| mars 2001                                | 2006                        | Didier Poly        |           |         |
| avril 2006                               | En cours (au 10 avril 2014) | Philippe Barbillon |           |         |

## Population et société

### Démographie

#### Évolution démographique
L'évolution du nombre d'habitants est connue à travers les recensements de la population effectués dans la commune depuis 1793. Pour les communes de moins de 10 000 habitants, une enquête de recensement portant sur toute la population est réalisée tous les cinq ans, les populations de référence des années intermédiaires étant quant à elles estimées par interpolation ou extrapolation. Pour la commune, le premier recensement exhaustif entrant dans le cadre du nouveau dispositif a été réalisé en 2007.

En 2022, la commune comptait 746 habitants, en évolution de −2,36 % par rapport à 2016 (Oise : +0,87 %, France hors Mayotte : +2,11 %).
| 1793 | 1800 | 1806 | 1821 | 1831 | 1836 | 1841 | 1846 | 1851 |
| ---- | ---- | ---- | ---- | ---- | ---- | ---- | ---- | ---- |
| 665  | 704  | 726  | 758  | 829  | 759  | 780  | 765  | 747  |

| 1856 | 1861 | 1866 | 1872 | 1876 | 1881 | 1886 | 1891 | 1896 |
| ---- | ---- | ---- | ---- | ---- | ---- | ---- | ---- | ---- |
| 728  | 698  | 689  | 645  | 617  | 592  | 593  | 546  | 548  |

| 1901 | 1906 | 1911 | 1921 | 1926 | 1931 | 1936 | 1946 | 1954 |
| ---- | ---- | ---- | ---- | ---- | ---- | ---- | ---- | ---- |
| 539  | 505  | 484  | 387  | 412  | 405  | 415  | 443  | 437  |

| 1962 | 1968 | 1975 | 1982 | 1990 | 1999 | 2006 | 2007 | 2012 |
| ---- | ---- | ---- | ---- | ---- | ---- | ---- | ---- | ---- |
| 457  | 495  | 555  | 552  | 613  | 675  | 755  | 767  | 776  |

| 2017 | 2022 | - | - | - | - | - | - | - |
| ---- | ---- | - | - | - | - | - | - | - |
| 762  | 746  | - | - | - | - | - | - | - |

#### Pyramide des âges
La population de la commune est relativement jeune.
En 2018, le taux de personnes d'un âge inférieur à 30 ans s'élève à 35,9 %, soit en dessous de la moyenne départementale (37,3 %). À l'inverse, le taux de personnes d'âge supérieur à 60 ans est de 20,7 % la même année, alors qu'il est de 22,8 % au niveau départemental.
En 2018, la commune comptait 379 hommes pour 380 femmes, soit un taux de 50,07 % de femmes, légèrement inférieur au taux départemental (51,11 %).
Les pyramides des âges de la commune et du département s'établissent comme suit.
| Hommes | Classe d’âge | Femmes |
| ------ | ------------ | ------ |
| 0,5    | 90 ou +      | 0,3    |
| 4,5    | 75-89 ans    | 5,8    |
| 14,5   | 60-74 ans    | 15,6   |
| 23,2   | 45-59 ans    | 23,2   |
| 19,9   | 30-44 ans    | 20,7   |
| 16,0   | 15-29 ans    | 14,9   |
| 21,4   | 0-14 ans     | 19,6   |

| Hommes | Classe d’âge | Femmes |
| ------ | ------------ | ------ |
| 0,5    | 90 ou +      | 1,4    |
| 5,5    | 75-89 ans    | 7,6    |
| 15,6   | 60-74 ans    | 16,3   |
| 20,8   | 45-59 ans    | 20     |
| 19,4   | 30-44 ans    | 19,4   |
| 17,6   | 15-29 ans    | 16,2   |
| 20,6   | 0-14 ans     | 19,1   |

## Culture locale et patrimoine

### Lieux et monuments

#### Le château
Le premier château connu devait se situer au lieudit « Le Vieux Château  » près du croisement des rues du Château et de la rue de l'Archerie. Il ne reste que des souterrains qui furent rebouchés lorsque la route de Passel a été construite au XIXe siècle.
La famille « de Ville » habite ce château du XIIe au XIVe siècle. Jean de Ville à sa mort, lègue des terres qu'il possédait à Nouvion-le-Comte dans l'Aisne aux pauvres de Ville. Plusieurs siècles après, il faut noter que ces terres appartiennent toujours à la ville : le Centre communal d'action sociale de Ville les loue et il en touche les fermages.
Le château initial est remplacé par un château de style Henri II qui a eu plusieurs propriétaires successifs jusqu'à Octavie Le Féron qui épouse en 1837, Louis Édouard Sézille de Biarre, maire de Noyon. Le château est en ruines et fait place en 1840 à un nouveau château comprenant un corps de logis et deux ailes symétriques.
Leur fils Octave Sézille de Biarre, mort à Sedan pendant la guerre de 1870, laisse le château à sa fille Claire qui épouse en 1867 Henri de Beauquesne qui, à son tour, le laisse à sa fille Marie qui épouse en 1893 François de Villeméjane. Le château fut en partie détruit durant la Première Guerre mondiale et reconstruit sur les plans de l'ancien à la fin des années 1920, François de Villeméjane ayant attendu que le reste du village fut reconstruit.

### Personnalités liées à la commune
- Léon Grégoire (1861-1933), général de division pendant la Première Guerre mondiale, y possédait une maison proche du château, où mourut le 15 juin 1948 son épouse Germaine Mimerel.
- Jacques-Barthélémy Marin (1772-1848), général des armées du Premier Empire, né et décédé dans cette commune.
- Florent de Ville, un chevalier et croisé du début du XIIIe siècle.